# St-Julien (Chauriat)

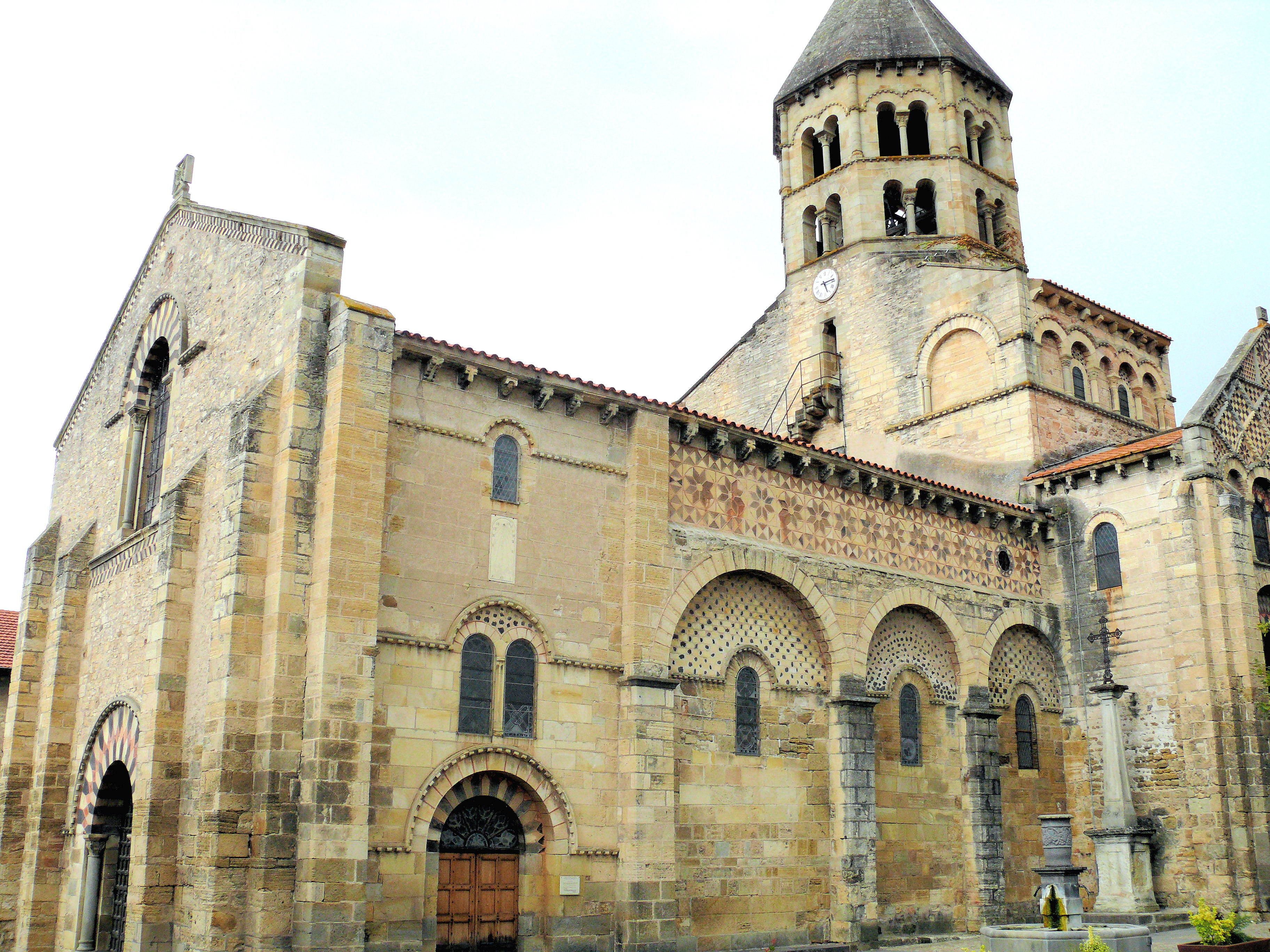
Ehemalige Prioratskirche St-Julien in Chauriat – Südseite

Die ehemalige Prioratskirche St-Julien in Chauriat gehört zu den Schmuckstücken der romanischen Kirchenbaukunst in der Auvergne. Der Kirchenbau ist bereits seit dem Jahr 1840 als Monument historique klassifiziert.

## Lage
Die Kirche liegt am Marktplatz in der Ortsmitte von Chauriat in einer Höhe von knapp 400 Metern ü. d. M.

## Baugeschichte
Die Gründung der im 12. Jahrhundert errichteten Kirche geht auf ein Benediktiner-Priorat der – nicht mehr existenten – Abtei von Sauxillanges zurück. Im 15. Jahrhundert wurde – wahrscheinlich nach Bauschäden durch ein vorausgegangenes Erdbeben – der romanische Umgangschor durch einen einfachen gotischen Neubau ersetzt, dessen schmale Fenster fast gänzlich auf Maßwerk verzichten; auch die gemauerten Säulen und die Spitztonnengewölbe des Mittelschiffs entstammen jener Zeit.

## Architektur

### Westfassade

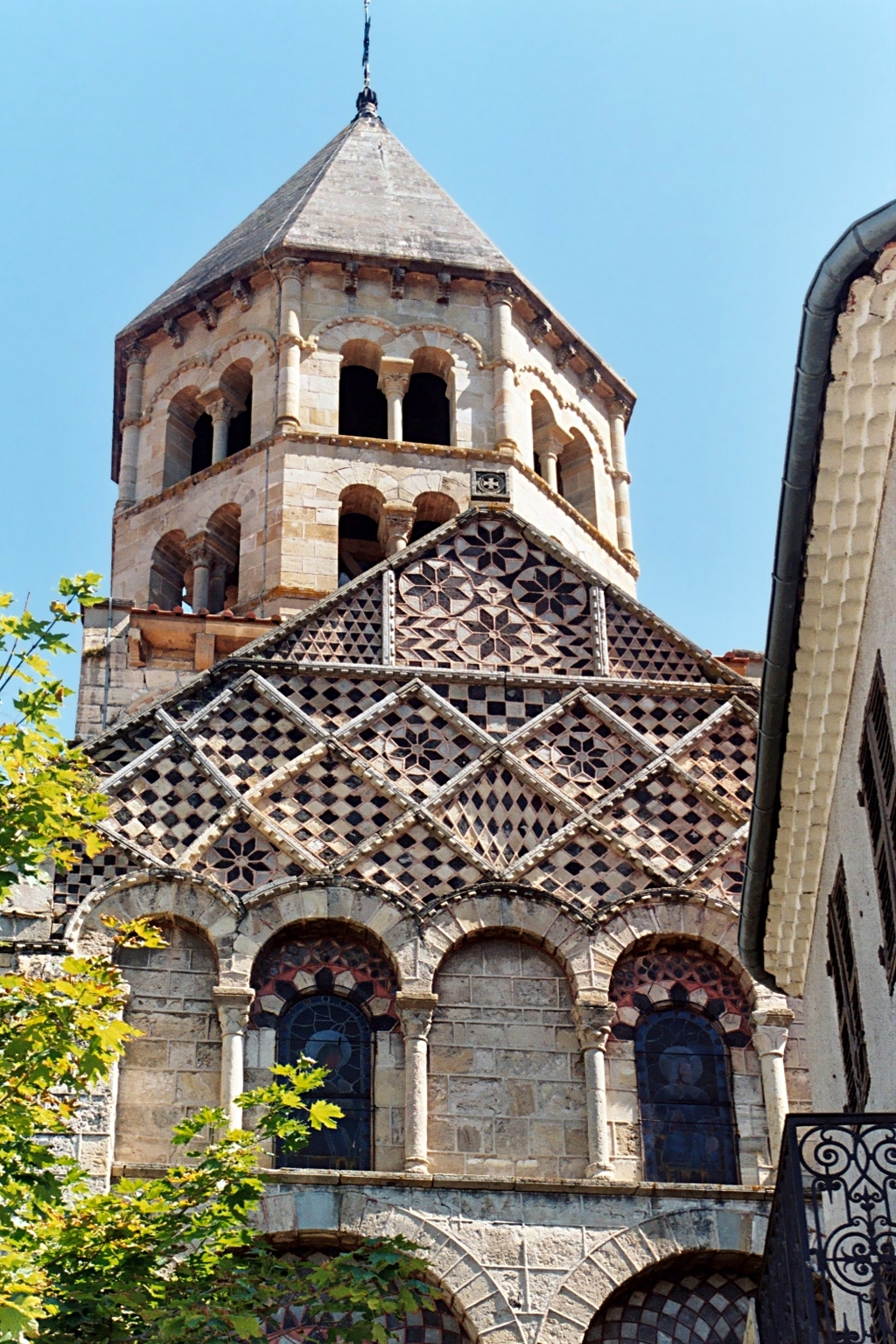
Ehemalige Prioratskirche St-Julien in Chauriat – Giebel des südlichen Querhauses

Die ursprünglich weitgehend dekorlose Westfassade ähnelt derjenigen der Kollegiatkirche St-Victor et Ste-Couronne in Ennezat. Sie ist durch vier Strebepfeiler in drei vertikale Register gegliedert. In der Mitte befindet sich das tympanonlose Eingangsportal mit einem schönen Bogen aus verschiedenfarbigen Steinen, der allerdings der Phantasie des 19. Jahrhunderts entstammt. Etwa drei Meter darüber findet sich ein Rundbogenfenster. Die Westfassade endet in einem Scheingiebel.

### Südfassade
Die Südfassade war und ist das eigentliche Schmuckstück der Kirche: Die drei östlichen Langhausjoche haben hohe Blendarkaden, über denen sich ein kleinteiliger Ornamentschmuck (Sterne etc.) aus verschiedenfarbigen Steinen entfaltet.
Der Giebel des Südquerschiffs bildet den Höhepunkt auvergnatischer Dekorationsfreude: Über fünf Arkadenbögen mit zwischengestellten Säulen erscheinen große quadratische Felder, die jedoch wie Rauten auf der Spitze stehen. Im Innern der Felder sind Schachbrettmuster (auch in Rautenform) und Sternmotive inkrustiert. Die Spitze des Scheingiebels ist in drei Felder unterteilt; das mittlere ist mit einem Kreuz aus vier Sternen geschmückt.
Oft wird vermutet, dass sich die mittelalterlichen Baumeister des 12. Jahrhunderts die römische Mosaikkunst bei der Entwicklung ihrer Ornamente zum Vorbild nahmen. Doch ein Beweis dafür steht noch aus, denn bislang hat man nur spärliche Reste von antiken Bauwerken in der Auvergne gefunden.

### Vierungsturm
Der abschließende oktogonale Vierungsturm mit seinen Doppelarkaden ist eine Rekonstruktion des späten 19. Jahrhunderts nach dem Vorbild der Kirche von St-Saturnin. Der ursprüngliche Turm war in der Zeit der Französischen Revolution zerstört worden.

### Innenraum
Im Gegensatz zur reich dekorierten Südseite der Kirche bietet der dreischiffige Innenraum nur wenig Besonderes. Die Gewölbe ruhen auf mächtigen gemauerten, verputzten und anschließend bemalten Säulen auf, die der Umbaumaßnahme des 15. Jahrhunderts zuzurechnen sind. Lediglich die Wand des südlichen Seitenschiffs blieb im Original erhalten – dort sind noch einige figürliche Kapitelle (Engel) zu sehen.
Das Querhaus zeigt den sogenannten Auvergnatischen Querriegel oder massif barlong, bei dem durchfensterte Bogenstellungen das erhöhte Vierungsjoch nach allen vier Seiten begrenzen.

## Bedeutung
Die Südfassade der Kirche St-Julien in Chauriat gehört unbestritten zu den Höhepunkten der auvergnatischen Romanik – in einigen Szenen des Films Les Choristes (deutscher Titel: Die Kinder des Monsieur Mathieu) ist sie zu sehen.